# Rapport Grégoire
El Rapport Grégoire es el informe dirigido por Henri Grégoire (apodado Abbé Grégoire) y presentado a la Convención Nacional el 4 de junio de 1794 (16 de pradial del año II) sobre el estado de la lengua francesa en Francia. Titulado por él mismo Rapport sur la Nécessité et les Moyens d'anéantir les Patois et d'universaliser l'Usage de la Langue française, Grégoire escribió en él:

Podemos uniformar el lenguaje de una gran nación... Esta empresa que no fue plenamente ejecutada por ningún pueblo, es digna del pueblo francés, que centraliza todas las ramas de la organización social y que debe ser celoso de consagrarse lo antes posible, en una República una e indivisible, el uso único e invariable de la lengua de la libertad

El informe se apoya sobre una encuesta sociolingüística, las respuestas a un cuestionario de menos de cuarenta y tres preguntas relativas a aspectos internos y externos de la variedad de lenguas hablada localmente y a las costumbres de la población. Grégoire distribuyó su cuestionario a numerosos colaboradores formando una verdadera red de informadores sobre todo el conjunto del territorio francés. La conclusión sostenida ante la Convención es que apenas un francés de cada cinco conocía de forma activa y pasiva la lengua nacional hablada por la convención y por el pueblo de París. Se dieron cuenta en ese momento de que la situación lingüística reposaba sobre una gran diversidad donde predominaban un gran número de dialectos (patois) mutuamente ininiteligibles mientras que la lengua de la Revolución era conocida "incluso en Canadá y en las orillas del Misisipi".
Esta última constatación levantó las cuestión de la lengua de los emigrantes que poblaron Canadá en los siglos XVII y XVIII y que he llevado a formular la hipótesis de un choque de patois situado antes o después de la partida de los colonos.